# Lành ngạnh nam
Lành ngạnh nam bộ hay còn gọi thành ngạnh nam, hoàng ngưu (danh pháp hai phần: Cratoxylum cochinchinense) là một loài thực vật có hoa thuộc Hypericaceae được (Lour.) Blume mô tả khoa học lần đầu năm 1856.

## Đặc điểm
Thân mộc, cao 10-15m. Do gỗ cứng, thường bị chặt làm củi, nên thường chỉ gặp những cây thấp. Cây mọc hoang ở những đồi thấp, ráo, không mọc nơi ẩm thấp. Thân cây có màu vàng như da bò, nên gọi là hoàng ngưu mộc. Lá hình mác, dài 12–20 cm, rộng 4–5 cm, khi non có nhiều lông tơ màu đỏ nên có tên đỏ ngọn. Lá non dùng thay trà nên gọi là hoàng ngưu trà.

## Y học
Theo đông y, cây có vị ngọt, đắng, tính mát. Bộ phận dùng là lá non, vỏ cây, vỏ rễ. Người bị đầy bụng, ăn không tiêu, uống nước nấu lá lành ngạnh giúp tiêu hóa tốt. Thường dùng 100g lá non nấu 1 lít nước, thay nước uống hàng ngày. Khi bị cảm nắng, sốt thì dùng lá non 50 g nấu 1 lít nước uống.